# Tinamotis ingoufi
Il tinamo della Patagonia (Tinamotis ingoufi Oustalet, 1890) è un uccello della famiglia Tinamidae che abita il sud del Cile e l'Argentina.